# Casa Salomon al carrer Sant Lluc, 28
La Casa Salomon al carrer Sant Lluc, 28 és una obra d'Ulldecona (Montsià) inclosa a l'Inventari del Patrimoni Arquitectònic de Catalunya.

## Descripció
Edifici cantoner situat en la confluència entre els carrers d'Aribau i de Sant Lluc. Consta de baixos i dues plantes, amb teulada a dues aigües, a excepció d'una part amb terrassa que dona sobre la façana principal. La façana, de composició irregular, és arrebossada, exempta de decoracions, amb cantonera de carreus vistos. La porta d'accés és dovellada, d'arc de mig punt. Té balcons a la primera planta, un a cada una de les dues façanes.

## Història
Constitueix un exemple de casa benestant sense decoració exterior que manté la distribució interior tradicional, amb mobiliari i altres elements de l'època en què es va construir.